# Prioniturus montanus
Il codaracchetta di Luzon (Prioniturus montanus) è un uccello della famiglia degli Psittaculidi, endemico delle Filippine.